# La Montagne (Loara Atlantycka)
Montagne – miejscowość i gmina we Francji, w regionie Kraj Loary, w departamencie Loara Atlantycka.
Według danych na rok 2010 gminę zamieszkiwało 5985 osób, a gęstość zaludnienia wynosiła 1644 osoby/km².